# معركة سايبان
معركة سايبان هي معركة وقعت خلال 15 يونيو–9 يوليو 1944م في سايبان بجزر الماريانا بالمحيط الهادي خلال الحرب العالمية الثانية ، بين إمبراطورية اليابان والولايات المتحدة ، استمرت المعركة ثلاثة أسابيع وثلاثة أيام وانتهت بانتصار حاسم للولايات المتحدة الأمريكية .